# 三吉石塚古墳
三吉石塚古墳（みつよしいしづかこふん）は、奈良県北葛城郡広陵町三吉にある古墳。形状は帆立貝形古墳。馬見古墳群（うち中央群）を構成する古墳の1つ。奈良県指定史跡に指定されている。

## 概要
奈良県西部、馬見丘陵中央部において新木山古墳（三吉陵墓参考地）の外堤西側に築造された古墳である。1987年度（昭和62年度）に発掘調査が実施されている。
墳形は、前方部が短小な帆立貝形の前方後円形で、前方部を東方向に向ける。墳丘のうち後円部は2段築成。前方部の南東隅部には角状の張り出しを付す。墳丘外表では葺石が検出されているほか、各段テラスにおいて円筒埴輪列（朝顔形埴輪含む）が、墳頂部において形象埴輪（蓋形・草摺形・短甲形・家形埴輪）が出土している。また墳丘周囲には馬蹄形（または盾形）の周濠が巡らされる。埋葬施設は未調査のため明らかでなく、副葬品も詳らかでない。
この三吉石塚古墳は、古墳時代中期の5世紀後半頃の築造と推定される。馬見古墳群では、巣山古墳・乙女山古墳、新木山古墳・三吉石塚古墳、倉塚古墳・三吉古墳、築山古墳・コンピラ山古墳のように大型前方後円墳と帆立貝形古墳（または大型円墳）が近接するという特徴が認められており、ヒメヒコ制との関連性を指摘する説が挙げられている。
古墳域は1992年（平成4年）に奈良県指定史跡に指定された。現在では史跡整備のうえで公開されている。

## 遺跡歴
- 1987年度（昭和62年度）、町営墓地建設に伴う事前発掘調査（広陵町教育委員会、1988年に報告書刊行）。
- 1992年（平成4年）3月6日、奈良県指定史跡に指定[4]。

## 墳丘
墳丘の規模は次の通り。
- 古墳総長：62メートル - 周濠を含めた全長。
- 墳丘長：45メートル
- 後円部 - 2段築成。
  - 直径：41.4メートル
  - 高さ：6.5メートル
- 前方部 - 1段築成。
  - 長さ：7メートル
  - 幅：22メートル
  - 高さ：2.5メートル

墳丘の葺石には縦の列石が認められており、各列石間が作業単位とされる。また葺石に使用される石材のうち、後円部の輝石安山岩は香芝市の二上山麓産で、前方部の黒雲母花崗岩は當麻町西方産になる。

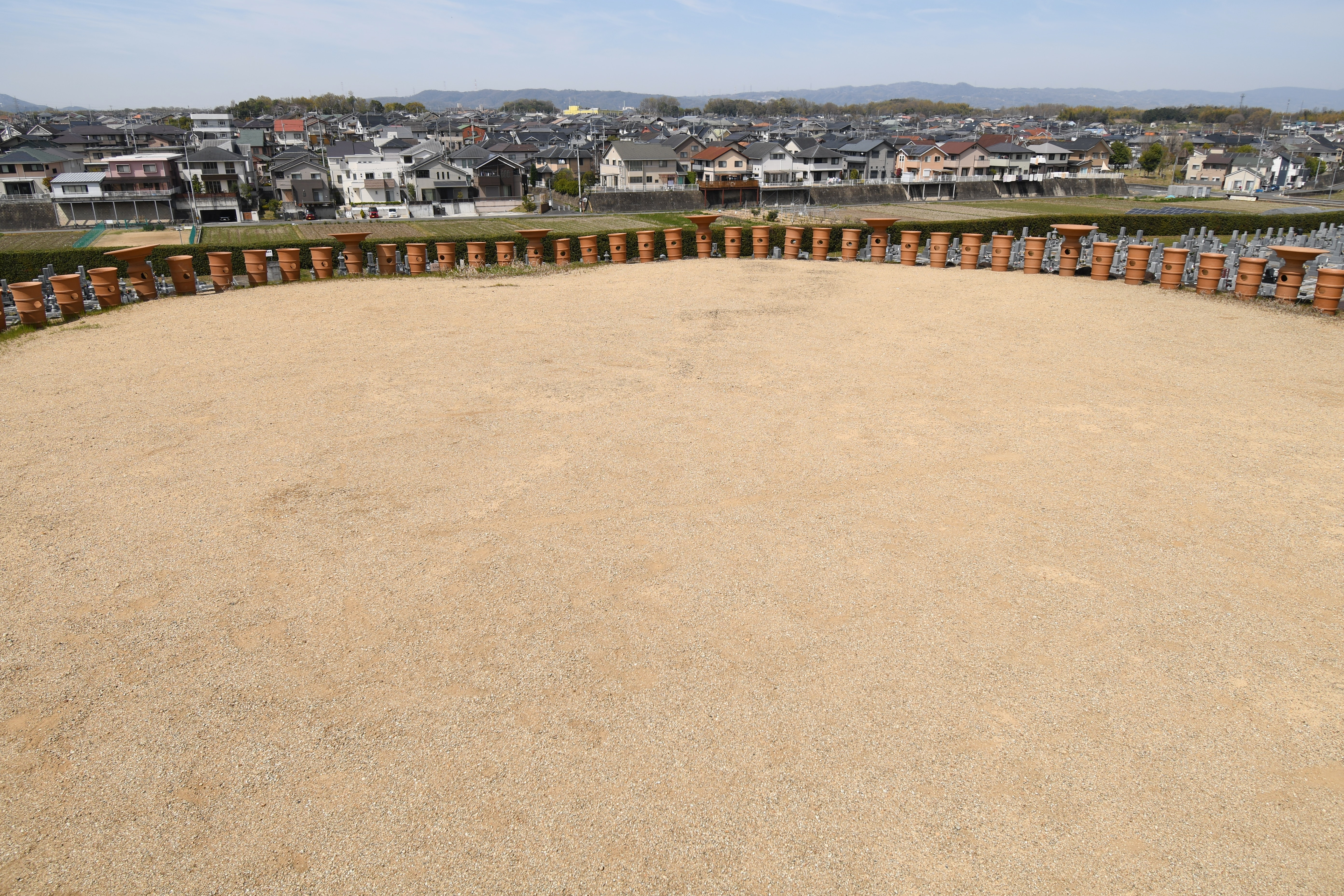
後円部墳頂
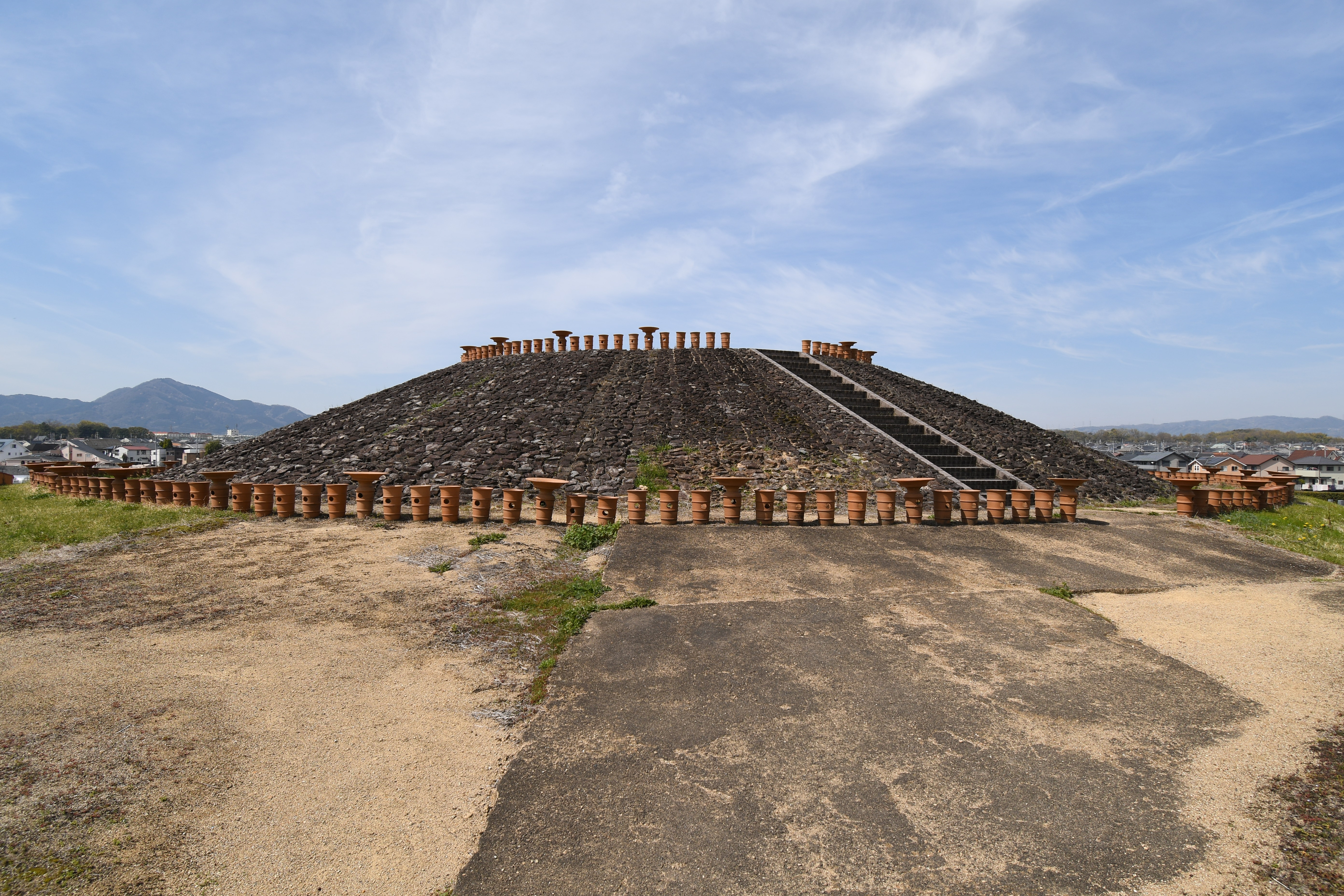
前方部から後円部を望む 葺石には作業単位が認められる。
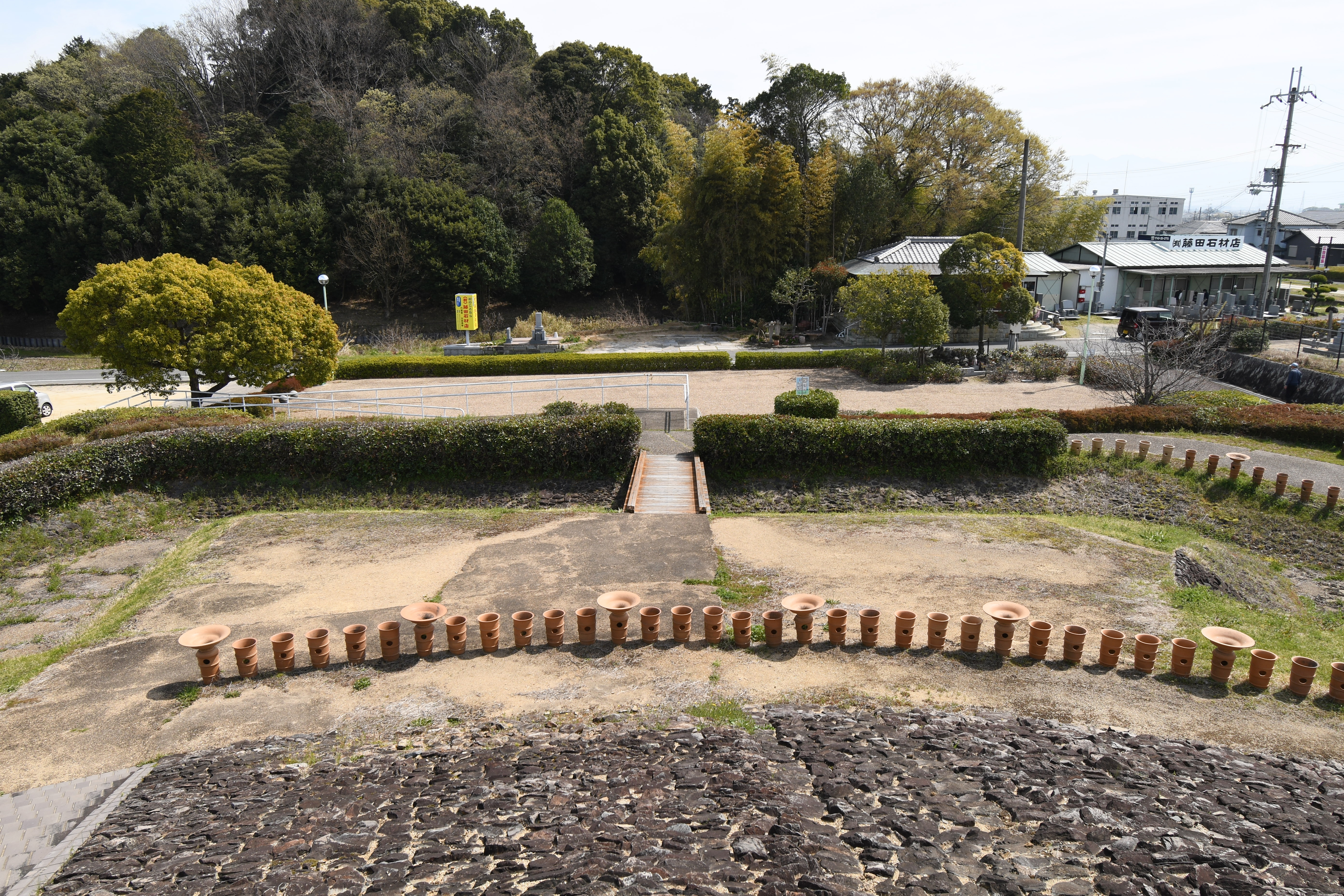
後円部から前方部を望む 左後方は新木山古墳。

## 文化財

### 奈良県指定文化財
- 史跡
  - 三吉石塚古墳 - 1992年（平成4年）3月6日指定[4]。

## 関連文献
（記事執筆に使用していない関連文献）
- 『昭和62年度 石塚古墳 -範囲確認調査概報-・新木山古墳外堤 -範囲確認調査概報-（広陵町埋蔵文化財調査概報）』広陵町教育委員会、1988年。 - リンクは奈良文化財研究所「全国遺跡報告総覧」。